# ジョン・サーケル
ジョン・サーケル（英語: John Thirkell、本名：ジョニー・サーケル、1958年8月26日 - ）は、イギリスのトランペット奏者、フリューゲルホルン奏者。ポップス、ロック、ジャズの数百に及ぶ録音に参加している。1980年代から1990年代の前半、少なくとも13年間イギリスのヒットチャートのうちどれかひとつのアルバムに参加していた。
有名な演奏として「ファントム・ホーン」として知られるサックス奏者のゲイリー・バーナクル（Gary Barnacle）と演奏したレベル42が挙げられる。
録音に参加した著名なアーティストとしてジョージ・マイケル、ジャミロクワイ、UB40、シェール、ティナ・ターナー、ペット・ショップ・ボーイズ、スウィング・アウト・シスター等が挙げられる。またバディ・リッチ・オーケストラやギル・エヴァンス・オーケストラにも参加している。